# Fortunato Frezza
Fortunato Frezza (Viterbo, 6 februari 1942) is een Italiaans geestelijke en een kardinaal van de Rooms-Katholieke Kerk, in dienst van de Romeinse Curie.
Na zijn studie aan het grootseminarie in Viterbo werd Frezza op 28 juni 1966 priester gewijd. Vervolgens was hij werkzaam in pastorale functies.
In 1983 trad Frezza in dienst van de Romeinse Curie, waar hij werkzaam was op het secretariaat van de bisschoppensynode. In 1997 werd hij benoemd tot ondersecretaris van deze synode. In 2013 volgde zijn benoeming tot kanunnik van de Sint-Pietersbasiliek.
Op 7 juni 2022 werd Frezza benoemd tot titulair aartsbisschop van Treba; zijn bisschopswijding vond plaats op 23 juli 2022.
Frezza werd tijdens het consistorie van 27 augustus 2022 kardinaal gecreëerd. Hij kreeg de rang van kardinaal-diaken. Zijn titeldiakonie werd de Santa Maria in Via Lata. Omdat hij op het moment van creatie ouder was dan 80 jaar is hij niet gerechtigd deel te nemen aan een conclaaf.